# グルコキナーゼ
グルコキナーゼ（英: glucokinase、EC 2.7.1.2）は、グルコースからグルコース-6-リン酸へのリン酸化を促進する酵素である。ヒトや他の脊椎動物の大部分では、グルコキナーゼは肝臓と膵臓の細胞で発現している。各器官においてグルコースのセンサーとして機能することで炭水化物の代謝調節に重要な役割を果たし、食事後や絶食時などのグルコースレベルの上昇や低下に応答して代謝や細胞機能の変化を開始させる。この酵素の遺伝子の変異は、一般的でない病態の糖尿病や低血糖症を引き起こす。
グルコキナーゼはヘキソキナーゼのアイソザイムであり、他の3つのヘキソキナーゼと相同性を示す。ヘキソキナーゼはグルコースからグルコース-6-リン酸へのリン酸化を媒介し、これはグリコーゲン合成と解糖系の双方の第一段階である。グルコキナーゼのグルコースに対する親和性は他のヘキソキナーゼよりも低い。他の3つのヘキソキナーゼはほとんどの組織や器官で解糖系やグリコーゲン合成に重要な役割を果たすのに対し、グルコキナーゼの活性はいくつかの細胞種に限られている。この低い親和性のため、生理的条件下におけるグルコキナーゼの活性はグルコース濃度によって大きく変動する。

## 命名
この酵素の別名としては、hexokinase IV、hexokinase D、ATP:D-hexose 6-phosphotransferaseなどがある。一般名であるグルコキナーゼは、生理的条件下ではグルコースに対し特異性を示すことに由来する。
「グルコキナーゼ」という名称はミスリーディングであり廃止すべきであるという主張も一部には存在する。それは、この酵素が適切な条件下では他のヘキソースに対してもリン酸化を行うため、また、細菌にはグルコースに対して厳密な特異性を示し、この酵素とは遠い関係にある酵素が存在するためである。「グルコキナーゼ」という名称とEC 2.7.1.2は、こちらの酵素に対して用いられるべきである、との主張がなされている。しかしながら、医学や哺乳類の生理学においては依然として「グルコキナーゼ」という名称が用いられている。
2004年には、哺乳類で新たなグルコースに対するキナーゼ（ADP依存性グルコキナーゼ）が発見された。この遺伝子は、このグルコキナーゼとは異なり原始的生物のものと類似している。この酵素はATPよりもADPに依存し、低酸素条件下でより効率的に機能する可能性が示唆されているが、代謝における役割や重要性は未解明である。

## 触媒

### 基質と産物
グルコキナーゼの生理的に重要な基質はグルコースであり、最も重要な産物はグルコース-6-リン酸である。他に必要な基質としてはリン酸の供給源となるアデノシン三リン酸（ATP）があり、リン酸が除去されてアデノシン二リン酸（ADP）に変換される。グルコキナーゼは次の反応を触媒する。
ATPはマグネシウム（Mg）を補因子として結合した複合体として反応に参加する。さらに特定の条件下では、グルコキナーゼは他のヘキソキナーゼと同様、他のヘキソースや類似物質のリン酸化を誘導することができる。そのためより正確には、グルコキナーゼが触媒する一般的反応は次のように記述される。
Hexose + MgATP2− → Hexose-PO2−
3 + MgADP− + H+
基質となりうるヘキソースにはマンノース、フルクトース、グルコサミンなどがあるが、これらのヘキソースに対する親和性は低く、十分な活性を示すためには細胞内ではみられないほどの高濃度の基質を必要とする。

### 速度論
2つの重要な速度論的性質によって、グルコキナーゼは他のヘキソキナーゼと区別され、グルコースのセンサーとしての特別な機能が可能となっている。
1. グルコキナーゼは他のヘキソキナーゼよりもグルコースに対する親和性が低い。グルコキナーゼは、生理学的に重要な4–10 mM（72–180 mg/dL）の範囲で、グルコース濃度の上昇とともにコンフォメーションまたは機能の変化が生じる。約8 mM（144 mg/dL）のグルコース濃度で半飽和となる[9][10]。
2. グルコキナーゼは反応産物であるグルコース-6-リン酸によって阻害されない[9]。この性質のため、反応産物が多く存在する条件下でもシグナルの出力（インスリン放出の誘導など）を継続することができる[10]。

これらの2つの特徴によって、基質の供給量によって代謝経路を調節することが可能となる。すなわち、最終産物の要求量ではなく、グルコースの供給量によってグルコキナーゼの酵素反応の速度は決定される。
グルコキナーゼの他の特徴としては緩やかな協同性が挙げられ、ヒル係数（nH）は約1.7である。グルコキナーゼにはグルコースの結合部位が1つしか存在せず、基質協同性を示す唯一の単量体酵素である。協同性は、異なる反応速度を持つ2つの酵素状態間の「緩やかな転移」を伴う過程によるものであると想定されている。優勢な酵素状態がグルコース濃度に依存して変化する場合には、観察されているような見かけ上の協同性が作り出される。
この協同性のため、グルコキナーゼのグルコースとの速度論的相互作用は典型的なミカエリス・メンテン型の速度論には従わない。そのため、グルコースに対するKm値よりも、酵素の50%が飽和して活性状態となる濃度である半飽和濃度S0.5を記述する方が正確である。
グルコース濃度の関数として酵素活性を記述した際、その曲線の「変曲点」の濃度はnHを1.7とすると約4 mMである。言い換えれば、グルコース濃度の生理的正常範囲の下限付近である約72 mg/dLの濃度において、グルコキナーゼの活性はグルコース濃度の小さな変動に対し最も感度が高くなる。
もう一方の基質であるMg-ATPとの速度論的関係は典型的なミカエリス・メンテン式によって記述され、親和性は約0.3–0.4 mMで一般的な細胞内ATP濃度2.5 mMよりも十分に低い。ほぼ常に過剰なATPが存在していることは、ATP濃度がグルコキナーゼの活性に影響を与えることはめったにないことを意味している。
双方の基質が飽和しているときのグルコキナーゼの最大比活性値または回転数（kcat）は62 s−1である。ヒトのグルコキナーゼの至適pHは最近になって特定され、pH 8.5-8.7と驚くほど高いことが示された。
グルコースの結合部位は、複数のシステイン残基のスルフヒドリル基に囲まれている。これらのシステイン残基はCys230を除いて触媒過程に必須であり、酸化に伴って複数の分子内ジスルフィド結合が形成されてグルコキナーゼは不安定化される。膵臓β細胞では、活性型グルコキナーゼと不活性型との比は、少なくとも部分的には、スルフヒドリル基の酸化とジスルフィド結合の還元とのバランスによって決定されている。

## 構造
ヒトのグルコキナーゼは465アミノ酸からなる単量体タンパク質で、分子量は約50,000である。グルコキナーゼの立体構造には少なくとも2つの割れ目（cleft）が存在し、一方はグルコースとMg-ATPが結合する活性部位で、他方は未同定のアロステリック活性化因子の結合部位であると推定されている。
グルコキナーゼのATP結合ドメインの構造は、ヘキソキナーゼや他のタンパク質と共通しており、その共通構造はアクチンフォールドと名付けられている。

## 遺伝学
ヒトのグルコキナーゼは、7番染色体のGCK遺伝子にコードされている。この遺伝子は10個のエクソンからなる。他の動物のグルコキナーゼの遺伝子はヒトのGCKと相同である。
この遺伝子の特徴は、2つのプロモーター領域から始まる点である。5'末端の最初のエクソンには、組織特異的な2つのプロモーター領域が含まれている。転写は（組織によって）どちらかのプロモーターから開始され、その結果肝臓と他の組織ではわずかに異なる分子が産生される。このグルコキナーゼの2つのアイソフォームは分子のN末端の13–15アミノ酸が異なるだけであり、その構造にはわずかな差異しか存在しない。2つのアイソフォームは同じ速度論的・機能的性質を有する。
5'末端にある1番目のプロモーター（上流プロモーターまたは神経内分泌プロモーターと呼ばれる）は膵島細胞、神経組織、小腸の上皮細胞（エンテロサイト）で活性があり、グルコキナーゼの「神経内分泌型アイソフォーム」を産生する。2番目のプロモーター（下流プロモーターまたは肝臓プロモーターと呼ばれる）は肝細胞で活性があり、「肝臓型アイソフォーム」の産生を指示する。2つのプロモーターにはほとんどまたは全く配列相同性がなく、30 kbpの配列で隔てられている。アイソフォーム間の機能的差異は、これまで示されていない。この2つのプロモーターは排他的に機能し、異なる調節因子のセットによって制御されているため、グルコキナーゼの発現は組織のタイプによって別々の調節を受けている。2つのプロモーターは、大きく2つの機能カテゴリに対応する。肝臓では、グルコキナーゼは利用可能なグルコースの大量処理の出発点として機能する。一方、神経内分泌細胞では、全身の炭水化物代謝に影響を与える細胞応答を誘導するセンサーとして機能する。

## 組織分布
グルクコキナーゼは哺乳類の4種類の組織（肝臓、膵臓、小腸、脳）の特定の細胞に存在している。これら全てが血糖値の上昇や低下に対する応答に重要な役割を果たす。
- グルコキナーゼは肝臓の主要な細胞である肝細胞に存在している。炭水化物を含む食事の消化によって血糖が増加し、インスリンレベルが上昇したときには、肝細胞は血中からグルコースを除去し、グリコーゲンの形で貯蔵する。消化と吸収が完了した後には、肝臓はグルコース以外の基質やグリコーゲンからグルコースを産生して（この過程はそれぞれ糖新生、グリコーゲン分解と呼ばれる）血中へ放出し、絶食時も血糖値を適切に維持する。グルコキナーゼの活性はグルコース濃度が上昇すると迅速に増大し、給餌状態と絶食状態の間で肝臓の炭水化物代謝をシフトさせる中心的な代謝スイッチとして機能する[24][25]。グルコキナーゼによるグルコースからグルコース-6-リン酸へのリン酸化は、グルコースのグリコーゲンとしての貯蔵や解糖系による蓄積を促進する。肝臓プロモーターによって、肝臓では神経内分泌細胞とは異なる調節が可能となっている[26][27]。
- 膵臓、腸、脳の神経内分泌細胞は、グルコキナーゼの合成、調節、機能に関していくつかの共通した側面が存在する[28]。これらの組織をここではまとめて「神経内分泌」細胞と呼ぶ。
  - 膵島のβ細胞とα細胞
    - β細胞はグルコースレベルの上昇に応答してインスリンを放出する。インスリンは多くの細胞種でグルコースの取り込みと利用を可能にし、肝臓へグリコーゲン合成のシグナルを伝達する。α細胞はグルコースレベルの上昇に応答してグルカゴンの分泌を低下させ、血糖値が低いときにはより多くのグルカゴンを分泌する。グルカゴンは肝臓でグリコーゲン分解と血中へのグルコースの放出のシグナルとして機能する。膵臓のβ細胞では、グルコキナーゼは重要な調節酵素である。グルコキナーゼはグルコースのセンサーとして機能し、血糖値に応じてインスリンの分泌を調節する。グルコキナーゼをコードする遺伝子の変異は、高血糖症と低血糖症の双方を引き起こす可能性がある[29]。

  - 視床下部のグルコース感受性ニューロン
    - グルコースレベルの上昇と低下に応答して、視床下部の細胞は分極または脱分極を行う。低血糖に対する中枢神経系の応答は自律神経系を介して膵臓のα細胞へ伝達され、グルカゴンの分泌を促進する。グルコキナーゼはここでも同様にグルコースシグナル伝達に関与していると考えられる[30]。グルコキナーゼは脳下垂体前葉の細胞にも見つかる[31]。

  - 小腸のエンテロサイト
    - グルコキナーゼのセンサーシステムのうち最も理解が進んでいない。β細胞と同様にこれらの細胞でもグルコキナーゼが消化中のグルコース流入に対するセンサーとして機能し、インクレチンによる食事中のインスリン分泌の増幅などへ関与することが推測されていたが、主要な役割を果たしていないとの報告もある[28][32]。

## 種間分布
肝臓型グルコキナーゼは脊椎動物に広く存在しているが、普遍的に存在しているわけではない。遺伝子構造やアミノ酸配列はほとんどの哺乳類で高度に保存されている。しかしいくつかの例外も存在する。一部の爬虫類、鳥類、両生類や魚類もグルコキナーゼを有するのに対し、ネコとコウモリでは未発見である。グルコキナーゼが膵臓や他の器官でも同様に存在しているのかについては未解明である。肝臓におけるグルコキナーゼの存在は、動物の食事に含まれる炭水化物の量やグルコース除去の必要性を反映していると推測されている。

## 機能と調節
哺乳類ではグルコキナーゼの大部分は肝臓に存在し、グルコキナーゼは肝細胞におけるヘキソキナーゼ活性の約95%を占める。グルコキナーゼによるグルコースのグルコース-6-リン酸へのリン酸化は、肝臓におけるグリコーゲン合成と解糖系の第一段階である。
十分なグルコースの存在下では、グリコーゲン合成は肝細胞の周縁部で進行する。グルコキナーゼによる反応産物であるグルコース-6-リン酸はグリコーゲン合成の主要な基質であり、グルコキナーゼはグリコーゲン合成と機能的・調節的に密接に関係している。最も活性が高い時には、グルコキナーゼとグリコーゲンシンターゼは、グリコーゲン合成が行われる細胞質周縁部の同じ領域に位置しているようである。グルコース-6-リン酸の供給はグリコーゲン合成の主要基質として合成速度に影響を与えるだけでなく、直接的なグリコーゲンシンターゼの活性促進や、グリコーゲンホスホリラーゼの阻害を行う。
グルコキナーゼの活性は、摂食や絶食などのグルコース供給の変化に応答して迅速な増大と低下が起こる。調節はいくつかのレベルで行われ、多くの因子の影響を受けるが、主に2つの機構が影響を受ける。
1. グルコキナーゼの活性はグルコキナーゼ調節タンパク質（GKRP）の作用によって増減する。このタンパク質の作用はグルコースやフルクトースといった低分子の影響を受ける[24]。
2. グルコキナーゼの量は新たなタンパク質の合成によって増加する。インスリンは転写の増加の主要なシグナルであり、主にステロール調節エレメント結合タンパク質（英語版）1c（SREBP-1c）と呼ばれる転写因子を介して行われる[25]。

### 転写
SREBP-1cを介したインスリンの作用は、肝細胞におけるグルコキナーゼ遺伝子の転写を直接活性化する最も重要な因子であると考えられている。SREBP-1cは塩基性ヘリックスループヘリックス・ロイシンジッパー型の転写活性化因子である。グルコキナーゼ遺伝子の最初のエクソンの肝臓型プロモーターにはステロール応答エレメントまたはE-boxが存在し、これらが肝細胞における主要なインスリン応答エレメントとして機能しているようである。SREBP-1cは肝細胞でのグルコキナーゼの転写のために不可欠であると考えられてきたが、SREBP-1cノックアウトマウスでも高炭水化物食に応答したグルコキナーゼの転写が正常に行われるという報告も存在する。
フルクトース-2,6-ビスリン酸（F2,6P2）もグルコキナーゼの転写を促進するが、この促進はSREBP-1cよりはAktを介して行われているようである、この作用がインスリン受容体活性化の下流の影響の1つであるのか、それともインスリンの作用に依存しないものであるのかについては明らかではない。
肝細胞での転写調節に関与している可能性がある他の因子としては次のようなものがある。
1. HNF4α（Hepatic nuclear factor 4-alpha）は、炭水化物や脂質の代謝に関わる多くの酵素の遺伝子の転写に重要な核内受容体であり、グルコキナーゼ遺伝子の転写も活性化する。
2. USF1（英語版）（Upstream stimulatory factor 1）は、他の塩基性ヘリックスループヘリックス・ロイシンジッパー型転写活性化因子である。
3. HNF6（英語版）（Hepatic nuclear factor 6）は、one-cutクラスに分類されるホメオドメイン型転写調節因子である。HNF6は、グルコース-6-ホスファターゼやホスホエノールピルビン酸カルボキシキナーゼなどの糖新生に関わる酵素の転写も調節する。

### ホルモンと食事
インスリンは、肝臓でのグルコキナーゼの発現と活性に直接的・間接的な影響を与える最も重要なホルモンである。インスリンはグルコキナーゼの転写と活性の双方に対し、複数の直接的・間接的経路を介して影響を与えているようである。グルコースレベルの上昇はグルコキナーゼの活性を上昇させるが、インスリンの上昇はそれとは独立してグルコキナーゼの合成を誘導し、その影響を増幅させる。グルコキナーゼの転写はインスリンレベルの上昇後1時間以内に上昇し始める。
インスリンによるグルコキナーゼの誘導には、インスリンが作用する主要な細胞内経路であるERK1/2カスケードとPI3Kカスケードの双方が関係している。後者は転写因子FOXO1の調節を介して行われているようである。
グルカゴンはグリコーゲン合成に対してインスリンに拮抗する影響を与えるが、グルカゴンとその細胞内セカンドメッセンジャーであるcAMPは、インスリン存在下でもグルコキナーゼの転写を活性を抑制する。
トリヨードチロニンなど他のホルモンも特定の条件下でグルコキナーゼに対し許容効果または促進効果を示す。ビオチンとレチノイン酸もグルコキナーゼの転写と活性を上昇させる。長鎖アシルCoAはグルコキナーゼの活性を阻害する。

### 肝臓
肝細胞では、グルコキナーゼはグルコキナーゼ調節タンパク質（GKRP）によって迅速に活性化と不活性化が行われる。GKRPはグルコキナーゼを不活性状態で蓄えておく機能を持ち、門脈のグルコースレベルの上昇に応答してグルコキナーゼは迅速に利用可能な状態となる。
GKRPは肝細胞の核と細胞質の間を移行し、マイクロフィラメントの細胞骨格に結合している可能性がある。GKRPはグルコキナーゼと1:1で複合体を形成し、GKRPはグルコースの競合的阻害剤として機能する。グルコースとフルクトースのレベルが低いときには、グルコキナーゼ-GKRP複合体は核へ隔離されている。核への隔離はグルコキナーゼを細胞質のプロテアーゼによる分解から保護する役割も持っている可能性がある。グルコースレベルの上昇に応答して、グルコキナーゼは迅速にGKRPから遊離する。β細胞とは異なり、肝細胞のグルコキナーゼはミトコンドリアとは結合していない。
微量（μM程度）のフルクトースは、ケトヘキソキナーゼによるフルクトース-1-リン酸（F1P）へのリン酸化の後、グルコキナーゼのGKRPからの解離を促進する。この微量のフルクトースに対する感受性は、GKRP、グルコキナーゼ、そしてケトヘキソキナーゼによる「フルクトース検知システム」を可能にしている。このシステムは混合炭水化物を含む食事が消化されているというシグナルを発し、グルコースの利用を加速させる。一方で、フルクトース-6-リン酸（F6P）はGKRPによるGKの結合を強化する。F6Pは、グリコーゲン分解や糖新生が行われている際に、グルコキナーゼによるグルコースのリン酸化を低下させる。F1PとF6PはGKRPの重複する部位に結合する。F1PまたはF6Pの結合によってGKRPは2つの異なるコンフォメーションをとり、一方はグルコキナーゼに結合できる構造、他方は結合できない構造となると考えられている。

### 膵臓
体内のグルコキナーゼの大部分は肝臓に存在するが、膵臓のα細胞とβ細胞、視床下部の特定種のニューロン、腸の特定の細胞（エンテロサイト）に少量存在するグルコキナーゼが炭水化物代謝の調節に重要な役割を果たすことが判明してきている。これらの細胞種はまとめて神経内分泌組織と呼ばれ、共通した神経内分泌型プロモーターからの転写など、グルコキナーゼの調節と機能に関して共通の側面が存在している。これらの神経内分泌細胞の中でも、膵島のβ細胞が最も研究されており、理解が進んでいる。β細胞で発見された調節関係の多くは、他の神経内分泌組織のグルコキナーゼにも存在している可能性が高い。

#### インスリン放出のためのシグナル
膵島のβ細胞では、グルコキナーゼの活性は血糖値の上昇に応答したインスリン分泌の主要な制御を行っている。解糖系などの細胞呼吸によってグルコース-6-リン酸が消費されてATP量が増加すると、インスリンの放出に至る一連の過程が開始される。ATP量の増加によってATP感受性カリウムチャネルが閉じ、細胞膜の脱分極、細胞内のカルシウムレベルの上昇、インスリン分泌顆粒の膜への融合、そして血中へのインスリンの放出が引き起こされる。この機構はグルコースに応答したインスリン放出の第一波を構成する。

#### β細胞における調節
グルコースは上述の協同的効果によってグルコキナーゼの活性を速やかに増大させる。
β細胞におけるグルコキナーゼ活性の調節に重要な2つ目の因子は、解糖系の調節に関与する「二機能酵素」（"bifunctional enzyme"、ホスホフルクトキナーゼ2/フルクトース-2,6-ビスホスファターゼ）との直接的なタンパク質間相互作用である。この物理的な結合は、グルコキナーゼの触媒に適したコンフォメーションを安定化し（GKRPの結合とほぼ反対の作用である）、活性を向上させる。
早ければ15分以内に、グルコースによるインスリンを介したGCK遺伝子の転写とグルコキナーゼの合成の促進がみられる。インスリンはβ細胞で産生され、その一部はβ細胞のB型アイソフォームのインスリン受容体に作用し、自己分泌によってグルコキナーゼの活性を増幅するポジティブフィードバックループを形成する。さらに、インスリンはA型イソフォームの受容体を介して自身の転写を促進し、さらなる増幅が行われる。
GCK遺伝子の転写は上流または神経内分泌型プロモーターから開始される。肝臓型プロモーターと対照的に、このプロモーターにはインスリンによって誘導される他の遺伝子のプロモーターと相同なエレメントが存在する。活性化を担う転写因子としてはPdx-1やPPARγの可能性がある。Pdx-1は膵臓の分化に関与するホメオドメイン型の転写因子である。PPARγは、グリタゾンに応答してインスリン感受性を向上させる核内受容体である。

#### インスリン分泌顆粒との結合
β細胞の細胞質のグルコキナーゼは、全てではないものの、多くがインスリン分泌顆粒やミトコンドリアと結合している。この結合の割合はグルコースの上昇とインスリンの分泌に応答して迅速に低下する。肝臓のGKRPと同様に、この結合はグルコースが上昇時にすばやく利用できるよう、グルコキナーゼを分解から保護する役割があると示唆されている。転写を介した過程よりもすばやくグルコキナーゼの活性を増大させる効果がある。

#### α細胞におけるグルカゴンの抑制
グルコキナーゼは膵臓のα細胞でもグルコースの検知を行うことが提唱されている。α細胞はβ細胞や他の細胞と混ざった状態で膵島に存在する。β細胞はグルコースレベルの上昇に対しインスリンを分泌することで応答するが、α細胞はグルカゴンの分泌を低下させることで応答する。血糖値が低血糖症レベルにまで低下すると、α細胞はグルカゴンを放出する。グルカゴンは肝細胞に対するインスリンの作用を遮るタンパク質ホルモンであり、肝細胞でのグリコーゲン分解、糖新生、グルコキナーゼ活性の低下を誘導する。β細胞におけるグルコキナーゼを介したインスリン応答ほどではないが、α細胞でのグルコキナーゼを介したグルカゴンの分泌抑制に関する証拠も蓄積が進んでおり、広く受け入れられつつある。

## 臨床的意義
インスリンはグルコキナーゼの合成の調節因子の1つであり、すべてのタイプの糖尿病においてグルコキナーゼの合成と活性はさまざまな機構によって低下している。グルコキナーゼの活性は、特にβ細胞において、酸化ストレスに対して敏感である。
ヒトのグルコキナーゼ遺伝子GCKには多数の変異が同定されており、それらはグルコースの結合やリン酸化の効率を変化させる。その結果、β細胞のグルコース応答性インスリン分泌の感受性が増加または低下し、臨床的に重要な高血糖または低血糖状態となる。

### 糖尿病
GCK遺伝子の変異はグルコキナーゼの機能効率を低下させる。酵素活性が低下したアレルのヘテロ接合型となることによって、インスリン放出の閾値が上昇し、持続性の軽症高血糖症となる。この状況は若年発症成人型糖尿病2型（MODY2）と呼ばれる。最近の報告では患者では791種類のGCKの変異が観察されており、そのうち489はMODYを引き起こし、そのためグルコキナーゼ分子の機能効率を低下させるものであると考えられている。

### 高インスリン血性低血糖症
一部の変異はインスリンの分泌を増加させることが判明している。こうした機能獲得型変異のヘテロ接合型では、インスリン放出の閾値が低下する。その結果、一過性または持続性の先天性高インスリン血症や、高齢で出現する反応性低血糖症など、さまざまなパターンの低血糖症が引き起こされる。17種類のGCKの変異が高インスリン血性の低血糖症を引きこすとされている。

## 研究
いくつかの製薬会社がグルコキナーゼを活性化する分子の研究を行っている。こうした分子は2型糖尿病の治療に有用である可能性がある。

## 関連文献
- Glaser, Benjamin (2013-01-24). “Familial Hyperinsulinism”. GeneReviews. Seattle WA: University of Washington, Seattle. PMID 20301549. NBK1375
- De León, Diva D; Stanley, Charles A (23 January 2014). “Permanent Neonatal Diabetes Mellitus”. GeneReview. Seattle WA: University of Washington, Seattle. PMID 20301620. NBK1447